# Mahmoud Khalil Al-Hussary
Cheikh Mahmoud Khalil al-Hussary, né le 17 septembre 1917 et mort le 24 novembre 1980 au Caire, est un récitateur du Coran égyptien.
Il est l'un des récitateurs du Coran les plus célèbres à travers le monde, réputé pour sa voix et la justesse de sa psalmodie,,

## Biographie

### Jeunesse et études
Al-Hussary entre à l'école coranique à l'âge de quatre ans. Il mémorise l'ensemble du Coran à l'âge de 9 ans.
Il étudie à la mosquée al-Badawi à Tanta avant de rejoindre la prestigieuse Université Al-Azhar au Caire.

### Carrière
Il s'installe au Caire où il officie à la station de radio coranique national en tant que récitant, faisant sa première apparition le 16 février 1944. Il devient le premier récitateur à enregistrer l'entièreté du Coran dans le style murattal.
En 1945, al-Hussary est nommé récitateur à la mosquée Ahmad al-Badawi. Le 7 août 1948, il fut nommé mu'adhin de la mosquée Sidi Hamza. Il a également supervisé des centres de récitation dans la province d'al-Gharbia. Bien qu'un rapport contradictoire affirme qu'il a servi à la mosquée Ahmad al-Badawi pendant 10 années consécutives.
En 1955, il est nommé à la mosquée Al-Hussein au Caire et y reste en service pendant 29 ans, jusqu'à sa mort.

### Séjours internationaux
En 1960, il se rend au Pakistan et Inde. pour réciter lors d'une conférence  en présence du premier Premier ministre indien, Jawaharlal Nehru, et du premier président égyptien, Gamal Abdel Nasser.
En 1974, il visite le Sénégal et se rend notamment à Saint-Louis.
En 1976, il se rend à Londres pour participer au Festival Mondial de l'Islam,. Il a récité le Coran devant le Congrès américain, les Nations Unies en 1977,, et au Palais de Buckingham en 1978. Il se rend également aux Philippines, en Chine, en France et à Singapour, en plus de ses tournées dans d'autres pays musulmans, principalement pour lire le Coran pendant le mois du Ramadan,.

## Mort
Al-Hussary meurt d'une insuffisance hépatique le 24 novembre 1980 lors d'un voyage au Koweït. Ses derniers récitals publics ont eu lieu à la Kaaba à la Mecque et à la mosquée al-Nabawi à Médine.